# Diskografie Rag'n'Bone Mana
Toto je seznam vydané diskografie anglického zpěváka Rag'n'Bone Mana.

## Studiová alba
| Název                   | Detaily o albu                                     | Umístění v hitparádách | Umístění v hitparádách | Umístění v hitparádách | Umístění v hitparádách | Umístění v hitparádách | Umístění v hitparádách | Umístění v hitparádách | Umístění v hitparádách | Umístění v hitparádách | Umístění v hitparádách | Prodeje                        | Certifikace |
| Název                   | Detaily o albu                                     | UK                     | AUS                    | AUT                    | BEL (Fl)               | FRA                    | GER                    | NLD                    | NZ                     | SWI                    | US                     | Prodeje                        | Certifikace |
| ----------------------- | -------------------------------------------------- | ---------------------- | ---------------------- | ---------------------- | ---------------------- | ---------------------- | ---------------------- | ---------------------- | ---------------------- | ---------------------- | ---------------------- | ------------------------------ | --- |
| Human                   | - Vydáno: 10. února 2017 - Vydavatelství: Columbia | 1                      | 3                      | 4                      | 1                      | 1                      | 2                      | 1                      | 3                      | 1                      | 117                    | - UK: 1,200,000 - FRA: 310,000 | - BPI: 4× Platinum - ARIA: Gold - BEA: Gold - BVMI: Platinum - IFPI AUT: Gold - IFPI SWI: 2× Platinum - NVPI: Gold - RMNZ: Gold - SNEP: 3× Platinum |
| Life by Misadventure    | - Vydáno: 7. května 2021 - Vydavatelství: Columbia | 1                      | 4                      | 7                      | 7                      | 24                     | 5                      | 5                      | 23                     | 3                      | —                      |                                | - BPI: Gold |
| What Do You Believe In? | - Vydáno: 18. října 2024 - Vydavatelství: Columbia | 3                      | —                      | —                      | 117                    | 101                    | 37                     | —                      | —                      | 10                     | —                      |                                | |

## Extended play
| Bluestown                                                                               | - Vydáno: 11. listopadu 2012 - Vydavatelství: Rumbustious Records         | —  | —  | —  | —  | —  |             |
| Dog 'n' Bone (s Leaf Dog)                                                               | - Vydáno: 26. dubna 2013[zdroj?] - Vydavatelství: High Focus Records      | —  | —  | —  | —  | —  |             |
| Put That Soul on Me                                                                     | - Vydáno: 8. července 2014[zdroj?] - Vydavatelství: High Focus Records    | —  | —  | —  | —  | —  |             |
| Wolves                                                                                  | - Vydáno: 24. října 2014[zdroj?] - Vydavatelství: Best Laid Plans Records | 24 | 69 | 88 | 44 | 61 | - BPI: Gold |
| Disfigured                                                                              | - Vydáno: 6. března 2015[zdroj?] - Vydavatelství: Best Laid Plans Records | —  | —  | —  | —  | —  |             |
| "—" značí, že se nahrávka neumístila v hitparádách nebo v tomto území ani nebyla vydána |                                                                           |    |    |    |    |    |             |

## Singly

### Jako hlavní umělec
| Název                                                                                   | Rok  | Umístění v hitparádách | Umístění v hitparádách | Umístění v hitparádách | Umístění v hitparádách | Umístění v hitparádách | Umístění v hitparádách | Umístění v hitparádách | Umístění v hitparádách | Umístění v hitparádách | Umístění v hitparádách | Certifikace | Album                   |
| Název                                                                                   | Rok  | UK                     | AUS                    | AUT                    | BEL (FL)               | FRA                    | GER                    | NLD                    | NZ                     | SWI                    | US                     | Certifikace | Album                   |
| --------------------------------------------------------------------------------------- | ---- | ---------------------- | ---------------------- | ---------------------- | ---------------------- | ---------------------- | ---------------------- | ---------------------- | ---------------------- | ---------------------- | ---------------------- | --- | ----------------------- |
| "Nobody" (s Leaf Dog)                                                                   | 2013 | —                      | —                      | —                      | —                      | —                      | —                      | —                      | —                      | —                      | —                      | | Dog 'n' Bone            |
| "Hard Came the Rain"                                                                    | 2015 | —                      | —                      | —                      | —                      | —                      | —                      | —                      | —                      | —                      | —                      | | Disfigured              |
| "Healed"                                                                                | 2016 | —                      | —                      | —                      | —                      | —                      | —                      | —                      | —                      | —                      | —                      | | Human                   |
| "Human"                                                                                 | 2016 | 2                      | 17                     | 1                      | 1                      | 2                      | 1                      | 14                     | 11                     | 1                      | 74                     | - BPI: 4× Platinum - ARIA: 2× Platinum - BEA: 2× Platinum - BVMI: 2× Platinum - IFPI AUT: Platinum - IFPI SWI: 5× Platinum - NVPI: Gold - RIAA: 3× Platinum - RMNZ: 4× Platinum - SNEP: Diamond | Human                   |
| "Skin"                                                                                  | 2017 | 13                     | 87                     | 7                      | 13                     | 4                      | 10                     | 33                     | —                      | 6                      | —                      | - BPI: 2× Platinum - ARIA: Gold - BEA: Gold - BVMI: Platinum - IFPI AUT: Platinum - IFPI SWI: 2× Platinum - RMNZ: Platinum - SNEP: Diamond                                                      | Human                   |
| "As You Are"                                                                            | 2017 | —                      | —                      | —                      | —                      | —                      | —                      | —                      | —                      | —                      | —                      | - BPI: Silver | Human                   |
| "Grace (We All Try)"                                                                    | 2017 | 83                     | —                      | —                      | —                      | 79                     | —                      | —                      | —                      | —                      | —                      | - BPI: Silver - SNEP: Gold | Human                   |
| "Broken People" (s Logic)                                                               | 2017 | —                      | —                      | —                      | —                      | 39                     | —                      | —                      | —                      | 62                     | —                      | | Bright: The Album       |
| "Don't Set The World On Fire"                                                           | 2018 | —                      | —                      | —                      | —                      | —                      | —                      | —                      | —                      | —                      | —                      | | Singl bez alb           |
| "Giant" (s Calvin Harris)                                                               | 2019 | 2                      | 19                     | 8                      | 1                      | 18                     | 6                      | 8                      | 20                     | 5                      | —                      | - BPI: 3× Platinum - ARIA: 3× Platinum - BVMI: Gold - IFPI AUT: Platinum - RMNZ: 2× Platinum - SNEP: Platinum                                                                                   | 96 Months               |
| "All You Ever Wanted"                                                                   | 2021 | 29                     | —                      | —                      | —                      | —                      | —                      | —                      | —                      | —                      | —                      | - BPI: Gold | Life by Misadventure    |
| "Anywhere Away from Here" (s Pink)                                                      | 2021 | 9                      | 43                     | —                      | —                      | —                      | —                      | —                      | —                      | 56                     | —                      | - BPI: Platinum | Life by Misadventure    |
| "Alone"                                                                                 | 2021 | —                      | —                      | —                      | —                      | —                      | —                      | —                      | —                      | —                      | —                      | | Life by Misadventure    |
| "Circles" (feat. Ocean Wisdom)                                                          | 2022 | —                      | —                      | —                      | —                      | —                      | —                      | —                      | —                      | —                      | —                      | | Singl bez alb           |
| "Lovers in a Past Life" (s Calvin Harris)                                               | 2024 | 13                     | —                      | —                      | 30                     | —                      | —                      | 81                     | —                      | —                      | —                      | - BPI: Silver | 96 Months               |
| "What Do You Believe In?"                                                               | 2024 | —                      | —                      | —                      | —                      | —                      | —                      | —                      | —                      | —                      | —                      | | What Do You Believe In? |
| "Pocket"                                                                                | 2024 | —                      | —                      | —                      | —                      | —                      | —                      | —                      | —                      | —                      | —                      | | What Do You Believe In? |
| "—" značí, že se nahrávka neumístila v hitparádách nebo v tomto území ani nebyla vydána |      |                        |                        |                        |                        |                        |                        |                        |                        |                        |                        | |                         |

### Jako vedlejší umělec
| Název                                                                                   | Rok  | Umístění v hitparádách | Umístění v hitparádách | Umístění v hitparádách | Umístění v hitparádách | Umístění v hitparádách | Umístění v hitparádách | Umístění v hitparádách | Umístění v hitparádách | Umístění v hitparádách | Certifikace   | Album          |
| Název                                                                                   | Rok  | UK                     | BEL (FL)               | CAN DL                 | EU                     | IRE                    | NL                     | NZ Hot                 | SCO                    | US DL                  | Certifikace   | Album          |
| --------------------------------------------------------------------------------------- | ---- | ---------------------- | ---------------------- | ---------------------- | ---------------------- | ---------------------- | ---------------------- | ---------------------- | ---------------------- | ---------------------- | ------------- | -------------- |
| "She" (Stig of the Dump feat. Rag'n'Bone Man)                                           | 2016 | —                      | —                      | —                      | —                      | —                      | —                      | —                      | —                      | —                      |               | Kubrick        |
| "The Apprentice" (Gorillaz feat. Rag'n'Bone Man, Zebra Katz & Ray BLK)                  | 2017 | —                      | —                      | —                      | —                      | —                      | —                      | —                      | —                      | —                      |               | Humanz         |
| "Run" (Bugzy Malone feat. Rag'n'Bone Man)                                               | 2018 | 55                     | —                      | —                      | —                      | —                      | —                      | —                      | —                      | —                      | - BPI: Silver | B.Inspired     |
| "Standard"[zdroj?] (Foreign Beggars feat. Rag'n'Bone Man & Bangsy)                      | 2018 | —                      | —                      | —                      | —                      | —                      | —                      | —                      | —                      | —                      |               | 2 2 KARMA      |
| "Photographs" (Professor Green feat. Rag'n'Bone Man)                                    | 2018 | 79                     | —                      | —                      | —                      | —                      | —                      | —                      | —                      | —                      |               | Singly bez alb |
| "Times Like These" (jako Live Lounge Allstars)                                          | 2020 | 1                      | —                      | 8                      | 2                      | 64                     | 15                     | 5                      | 1                      | 18                     | - BPI: Silver | Singly bez alb |
| "—" značí, že se nahrávka neumístila v hitparádách nebo v tomto území ani nebyla vydána |      |                        |                        |                        |                        |                        |                        |                        |                        |                        |               |                |

### Promo singly
| Název                | Rok  | Album                |
| -------------------- | ---- | -------------------- |
| "Wolves"[zdroj?]     | 2016 | Human                |
| "Fall in Love Again" | 2021 | Life by Misadventure |

## Další umístěné písně
| "Grace"                                                                                 | 2017 | —  | 78 | —  | Human                |
| "Lay My Body Down"                                                                      | 2017 | —  | —  | 81 | Human                |
| "Crossfire"                                                                             | 2021 | 60 | —  | —  | Life by Misadventure |
| "—" značí, že se nahrávka neumístila v hitparádách nebo v tomto území ani nebyla vydána |      |    |    |    |                      |

## Spoluumělec
| Název           | Rok  | Další umělec                        | Album                                  |
| --------------- | ---- | ----------------------------------- | -------------------------------------- |
| "Same Old Song" | 2012 | Jako "Rag n' Bones aka Rory Graham" | Joan Armatrading Presents Local Talent |
| "Mask"          | 2018 | Jam Baxter, OG Rootz                | Touching Scenes                        |
| "Whoops"        | 2018 | Dirty Dike, Jam Baxter              | Acrylic Snail                          |